# Vajiko Chachkhiani
Vajiko Chachkhiani (georgisch ვაჟიკო ჩაჩხიანი; * 1985 in Tiflis, Georgische SSR) ist ein georgischer Künstler, dessen Werke vor allem Filme, Skulpturen, Fotografien und umfangreiche Installationen umfassen. Er lebt und arbeitet in Berlin und Tiflis.

## Werk
In seinen Arbeiten geht Chachkhiani existenziellen Fragen nach – des Lebens und der Erinnerungskultur, die für ihn unmittelbar verknüpft sind. Anscheinend vertrautes wird nacherzählt, jedoch subtil gebrochen, oft durch unerwartete künstlerische Setzungen. Auf der Venedig Biennale 2017 zeigte er eine typisch georgische Holzhütte, erworben in der Bergbaustadt Tschiatura, die er mit Mobiliar und Gegenständen aus dem Alltag füllte. Innerhalb der Hütte regnete es jedoch und Moos entwickelte sich langsam – zu sehen war also eine Umkehrung von außen und innen. Der Titel "A Living Dog in the Midst of Dead Lions" spielt dabei auf den Ausstellungsort Venedig mit dem Wahrzeichen des Löwen an, das Publikum als tote Löwen bleiben dort ausgeschlossen. In der Bonner Kunst- und Ausstellungshalle der Bundesrepublik Deutschland zeigte er 2018 in dem Film "Heavy Metal Honey" die verstörende Geschichte einer Großfamilie, die mit einem harmlosen Treffen beginnt und dann ins Surreale kippt, als die Mutter mit einer Armeepistole der Reihe nach die Familienmitglieder richtet. Während zum Schluss wieder alle unbeschadet am Tisch sitzen.

## Einzelausstellungen (Auswahl)
- 2014 Both, Museum für Gegenwartskunst, Siegen
- 2017 Living Dog Among Dead Lions, Georgischer Pavillon auf der 57. Venedig Biennale, Italien
- 2018 Winter Which Was Not There, Turku Art Museum, Finnland
- 2018 Heavy Metal Honey, Bundeskunsthalle, Bonn
- 2018 Flies bite, Its going to rain, Yarat contemporary art center, Baku, Aserbaidschan
- 2019 Film, Berlinische Galerie, Berlin

## Gruppenausstellungen (Auswahl)
- 2018 Germany Is Not An Island – Contemporary Art Collection of the Federal Republic of Germany, Acquisitions 2012–2016, Bundeskunsthalle, Bonn, Germany
- 2018 A good neighbour, Pinakothek der Moderne, München, in cooperation with Istanbul Biennale
- 2018 Crumbling down, up and up we climb, Yarat Contemporary Art Centre, Baku, Azerbaijan
- 2018 Kunstpreis der Böttcherstraße, Kunsthalle Bremen

## Preise
- 2012 BINZ39 Artist Residency, Zürich
- 2013 DAAD-Stipendium
- 2014 7th Rubens Promotional Award, Museum für Gegenwartskunst, Siegen
- 2015 Arbeitsstipendium, Stiftung Kunstfonds, Bonn
- 2016 Yarat Contemporary Art Center, Residency Program, Baku, Aserbaidschan
- 2016 ISCP Residency Program, New York, USA
- 2017 Future Generation Art Prize 2017 des PinchukArtCentre, Ukraine
- 2019 Stipendium der Villa Aurora, Los Angeles in der Sparte Bildende Kunst